# Оясио (подводная лодка)
«Ояси́о» (яп. おやしお) SS 511 — японская дизель-электрическая подводная лодка. Первая подводная лодка, построенная в Японии после окончания Второй мировой войны, «Оясио» вступила в строй в 30 июня 1960 года. Её конструкция была основана на подводных лодках типа I-200 времён Второй мировой войны. «Оясио» оставалась в составе Морских сил самообороны Японии, вместе с построенными вскоре после неё подводными лодками типов «Хаясио» и «Нацусио», вплоть до 1976 года.

## История корабля
| Дата                  | Событие                             |
| --------------------- | ----------------------------------- |
| 25 декабря 1957 года  | Заложена                            |
| 25 мая 1959 года      | Спущена на воду                     |
| 30 июня 1960 года     | Принята на вооружение               |
| 1 апреля 1975 года    | Преобразована в учебную             |
| 30 сентября 1976 года | Снята с вооружения и пущена на слом |